# Valennes
Valennes là một xã trong tỉnh Sarthe ở tây bắc nước Pháp. Xã này nằm ở khu vực có độ cao từ 95-174 mét trên mực nước biển.